# Playing House
Playing House (Amigas por siempre en Latinoamérica) es una serie de televisión estadounidense de comedia estrenada el 29 de abril de  2014, en USA Network. Lennon Parham y Jessica St. Clair son las creadoras y personajes principales de la serie, que se inspira en su amistad en la vida real.
El 8 de diciembre de 2014, Playing House fue renovada para una segunda temporada, que fue estrenada el 4 de agosto de 2015, con cada episidio siendo disponible una semana antes a través de VOD. El 14 de enero de 2016, se renovó para una tercera temporada.
El 30 de octubre de 2017, se anunció que USA Network canceló la serie.

## Elenco

### Principales
- Lennon Parham como Maggie Caruso
- Jessica St. Clair como Emma Crawford
- Keegan-Michael Key como Mark Rodriguez
- Zach Woods como Zach Harper
- Brad Morris como Bruce Caruso

### Recurrentes
- Jane Kaczmarek como Gwen Crawford
- Lindsay Sloane como Tina "Bird Bones" Rodriguez
- Gerry Bednob como Sr. Nanjiani
- Marissa Jaret Winokur como Candy
- Ian Roberts como Ian
- Sandy Martin como Mary Pat
- Norma Michaels como Sra. Johannsen
- Kyle Bornheimer como Dan

## Episodios
| Temporadas | Temporadas | Episodios | Emisión en Estados Unidos | Emisión en Estados Unidos | Emisión en Latinoamérica | Emisión en Latinoamérica |
| Temporadas | Temporadas | Episodios | Estreno                   | Final                     | Estreno                  | Final                    |
| ---------- | ---------- | --------- | ------------------------- | ------------------------- | ------------------------ | ------------------------ |
|            | 1          | 10        | 29 de abril de 2014       | 17 de junio de 2014       | 19 de octubre de 2016    | 30 de noviembre de 2016  |
|            | 2          | 8         | 4 de agosto de 2015       | 8 de septiembre de 2015   | 7 de marzo de 2017       | 28 de marzo de 2017      |
|            | 3          | 8         | 23 de junio de 2017       | 14 de julio de 2017       | 22 de enero de 2018      | 12 de febrero de 2018    |

## Desarrollo
Playing House se desarrolló por USA Network en febrero de 2013, bajo el nombre Untitled Lennon Parham/Jessica St. Clair Project. La serie es creada por Lennon Parham y Jessica St. Clair quiénes además lo protagonizan y son productoras ejecutivas junto a Scot Armstrong y Ravi Nandan, y las compañías Universal Cable Productions y American Work.
Los anuncios del reparto comenzaron en febrero de 2013, con Parham, St. Clair y Zach Woods, reportandose que serían parte del elenco principal cuando USA Network ordenó la presentación. Parham y St. Clair firmaron para interpretar los personajes principales como Maggie y Emma. Keegan-Michael Key y Brad Morris luego firmaron un contrato para la serie, con Key interpretando el papel de Mark, un policía que tiene resentimiento hacia Emma porque ella rechazó su propuesta y abandonó la ciudad, y Morris como Bruce, el esposo de Maggie, que la engaña.
El 16 de mayo de 2013, Playing House recibió la orden de serie, por lo que es la segunda serie original de comedia de media hora en USA Network después de Sirens.
El 8 de diciembre de 2014, USA Network renovó Playing House para una segunda temporada de ocho episodios, a través de un nuevo modelo, cada uno de los episodios será lanzado en video-on-demand antes de emitir una semana más tarde en USA. El 14 de enero de 2016, Playing House fue renovada para una tercera temporada.

## Recepción
La primera temporada de Playing House anotó 65 sobre 100 en  Metacritic basado en 13 críticas "generalmente favorables". En Rotten Tomatoes, que posee una calificación 76% con una media de 7.1 sobre 10, basado en 17 críticas, y el consenso crítico del sitio dice lo siguiente: "Jessica St. Clair y Lennon Parham son un dúo cómico que vale la pena ver, y su química ayuda a hacer Playing House razonablemente agradable y perceptivo."
La segunda temporada fue recibida con incluso más críticas positivas de los críticos. En Rotten Tomatoes, que posee un promedio de 100% con una media de 7 sobre 10, basado en 6 opiniones.

### Premios y nominaciones
| Año  | Premio                | Categoría                                                                     | Nominado           | Resultado |
| ---- | --------------------- | ----------------------------------------------------------------------------- | ------------------ | --------- |
| 2015 | GLAAD Media Award     | Outstanding Individual Episode (in a series without a regular LGBT character) | Let's Have a Baby  | Nom       |
| 2016 | Critics' Choice Award | Best Supporting Actor in a Comedy Series                                      | Keegan-Michael Key | Nom       |